# Richard Stanford
Richard Stanford (* 2. März 1767 bei Vienna, Dorchester County, Province of Maryland; † 9. April 1816 in Washington, D.C.) war ein britisch-amerikanischer Politiker. Zwischen 1797 und 1816 vertrat er den Bundesstaat North Carolina im US-Repräsentantenhaus.

## Werdegang
Richard Stanford war der Großvater von US-Senator William R. Webb (1842–1926) aus Tennessee. Er besuchte die Schulen seiner Heimat und zog um das Jahr 1793 nach Hawfields in North Carolina, wo er eine Schule gründete. Ende der 1790er Jahre wurde er Mitglied der vom späteren US-Präsidenten Thomas Jefferson gegründeten Demokratisch-Republikanischen Partei. Bei den Kongresswahlen des Jahres 1796 wurde er im vierten Wahlbezirk von North Carolina in das US-Repräsentantenhaus gewählt, wo er am 4. März 1797 die Nachfolge von William Francis Strudwick antrat. Nach neun Wiederwahlen konnte er bis zu seinem Tod am 9. April 1816 im Kongress verbleiben. Zwischen 1813 und 1815 war er Vorsitzender des Committee on Revisal and Unfinished Business. Seit 1799 vertrat er als Nachfolger von Archibald Henderson den achten Distrikt seines Staates.
Während Stanfords Zeit im Kongress wurde im Jahr 1800 die neue Bundeshauptstadt Washington D.C. bezogen. Im Jahr 1803 wurde durch den Louisiana Purchase das Staatsgebiet der Vereinigten Staaten beträchtlich erweitert. 1804 wurde der zwölfte Verfassungszusatz ratifiziert, durch den das Wahlverfahren von Präsident und Vizepräsident neu geregelt wurde. Zwischen 1812 und 1815 wurde auch die Arbeit des Kongresses von den Ereignissen des Britisch-Amerikanischen Krieges bestimmt.